# زیگمونت اسمالتسژ
زیگمونت اسمالتسژ (انگلیسی: Zygmunt Smalcerz؛ زادهٔ ۸ ژوئن ۱۹۴۱) وزنه‌بردار اهل لهستان بود.
وی در مسابقات کشوری و بین‌المللی در مجموع برندهٔ ۴ مدال طلا، ۱ مدال برنز شده‌است.